# Космос-1603
Космос-1603 је један од преко 2400 совјетских вјештачких сателита лансираних у оквиру програма Космос.
Космос-1603 је лансиран са космодрома Тјуратам, Бајконур, СССР, 28. септембра 1984. Ракета-носач Протон је поставила сателит у орбиту око планете Земље. Маса сателита при лансирању је износила 6000 килограма. Космос-1603 је био сателит намијењен за електронско извиђање, јављање и навођење.